# عزت العلایلی
عزت العلایلی (عربی: عزت العلايلي؛ (زادهٔ ۱۵ سپتامبر ۱۹۳۴ – درگذشتهٔ ۵ فوریهٔ ۲۰۲۱) هنرپیشه اهل مصر بود. او در عرصه بازیگری برنده جایزه از  جشنواره فیلم دبی شده‌ بود.